# Alice Gillan
Alice Gillan (* 15. August 1998) ist eine britische Tennisspielerin.

## Karriere
Gillan spielt hauptsächlich auf Turnieren der ITF Women’s World Tennis Tour, wo sie bislang drei Titel im Einzel gewinnen konnte.
Außerdem spielt sie in der UK Pro League.

## Turniersiege

### Einzel
| Nr. | Datum           | Turnier   | Kategorie | Belag             | Finalgegnerin        | Ergebnis      |
| --- | --------------- | --------- | --------- | ----------------- | -------------------- | ------------- |
| 1.  | 19. Mai 2019    | Tacarigua | ITF W15   | Hartplatz (Halle) | Lexie Stevens        | 6:3, 6:2      |
| 2.  | 11. August 2024 | Dublin    | ITF W15   | Teppich           | Aleksandra Zuchańska | 6:2, 6:1      |
| 3.  | 17. Mai 2025    | Monzón    | ITF W15   | Hartplatz         | Alba Rey García      | 3:6, 6:2, 6:3 |

## Persönliches
Sie studiert seit 2018 Bachelor of Laws an der Open University.